# Liste der Kulturdenkmale in Obertürkheim

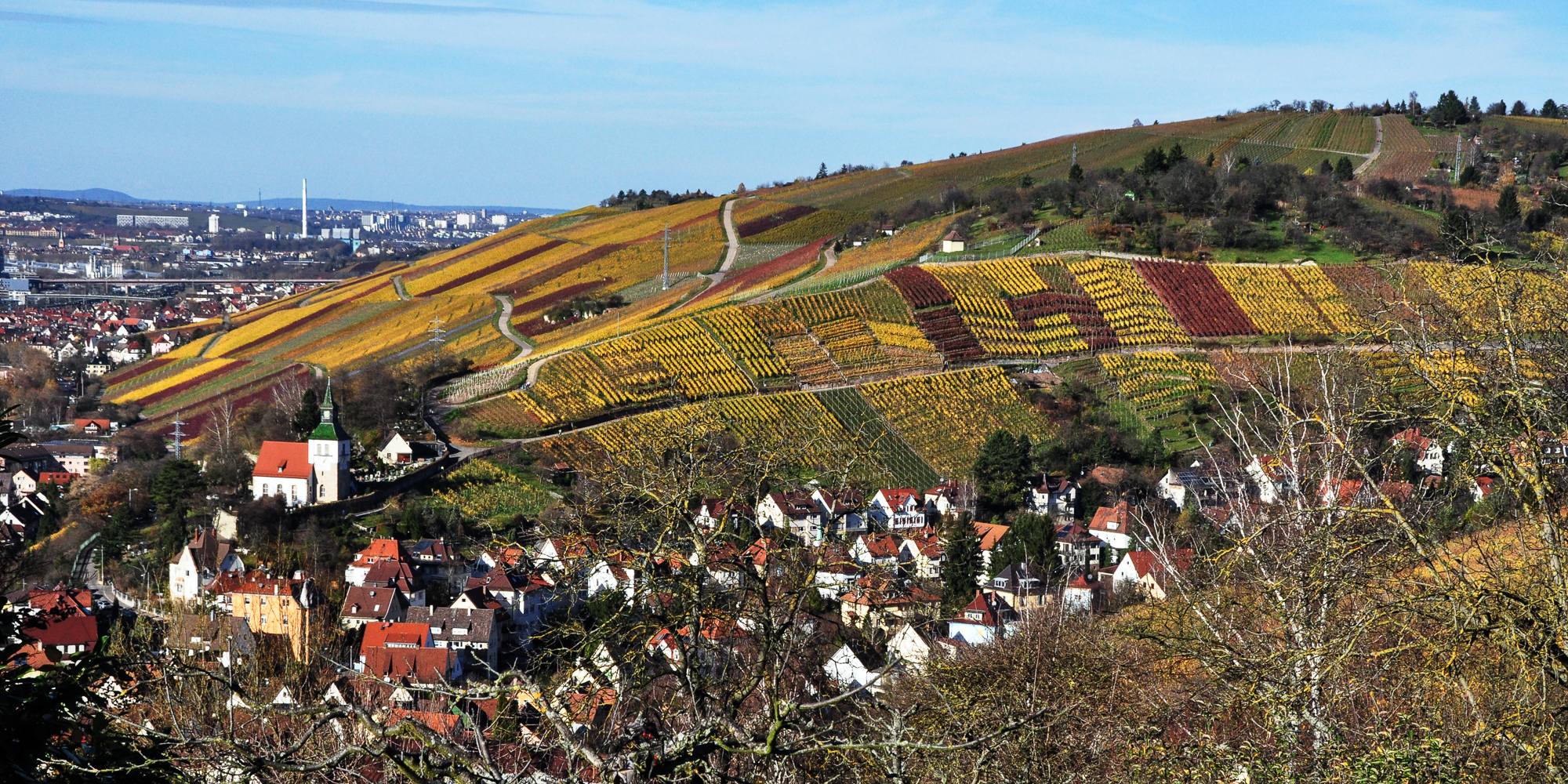
Obertürkheim und Neckartal

In der Liste der Kulturdenkmale in Obertürkheim sind alle unbeweglichen Bau- und Kunstdenkmale in Stuttgart-Obertürkheim samt dem Stadtteil Stuttgart-Uhlbach aufgelistet, die in der Liste der Kulturdenkmale. Unbewegliche Bau- und Kunstdenkmale der Unteren Denkmalschutzbehörde für diesen Stadtbezirk Stuttgarts verzeichnet sind. Stand dieser Liste ist der 25. April 2008.
Diese Liste ist nicht rechtsverbindlich. Eine rechtsverbindliche Auskunft ist lediglich auf Anfrage bei der Unteren Denkmalschutzbehörde der Stadt Stuttgart erhältlich.

## Allgemein
- Bild: Zeigt ein ausgewähltes Bild aus Commons, „Weitere Bilder“ verweist auf die Bilder im Medienarchiv Wikimedia Commons.
- Bezeichnung: Nennt den Namen, die Bezeichnung oder die Art des Kulturdenkmals.
- Lage: Straßenname und Hausnummer oder Flurstücknummer des Kulturdenkmals, gegebenenfalls auch den Ortsteil. Die Grundsortierung der Liste erfolgt nach dieser Adresse. Der Link (Karte) führt zu verschiedenen Kartendiensten mit der Position des Kulturdenkmals. Fehlt dieser Link, wurden die Koordinaten noch nicht eingetragen. Sind diese bekannt, können sie über ein Tool mit einer Kartenansicht einfach nachgetragen werden. In dieser Kartenansicht sind Kulturdenkmale ohne Koordinaten mit einem roten bzw. orangen Marker dargestellt und können durch Verschieben auf die richtige Position in der Karte mit Koordinaten versehen werden. Kulturdenkmale ohne Bild sind an einem blauen bzw. roten Marker erkennbar.
- Datierung: Baubeginn, Fertigstellung, Datum der Erstnennung oder grobe zeitliche Einordnung entsprechend des Eintrags in der zuständigen Denkmaldatenbank (Landesamt für Denkmalpflege Baden-Württemberg).
- Beschreibung: Kurzcharakteristik des Kulturdenkmals.

## Kulturdenkmale im Stadtbezirk Obertürkheim

### Obertürkheim
| Bild           | Bezeichnung                                                                  | Lage                                             | Datierung                  | Beschreibung                                                                            | ID |
| -------------- | ---------------------------------------------------------------------------- | ------------------------------------------------ | -------------------------- | --------------------------------------------------------------------------------------- | -- |
|                | Weinberge                                                                    | Ailenberg (Karte)                                | 1297                       | Geschützt nach § 2 DSchG                                                                | BW |
|                | Städtische Siedlung                                                          | Augsburger Straße 596, 598, Imweg 50, 52 (Karte) | 1926                       | Expressionismus, Architekt Alfred Schmidt Geschützt nach § 2 DSchG                      |    |
|                | Wohn- und Geschäftshaus                                                      | Augsburger Straße 603 (Karte)                    | 1905                       | Historismus/Neobarock, Eugen Werner Geschützt nach § 2 DSchG                            |    |
|                | Rathaus mit Einfriedung                                                      | Augsburger Straße 659 (Karte)                    | 1914/15                    | Historismus/Neobarock, Beer & Pfeiffer Geschützt nach § 2 DSchG                         |    |
|                | Alte Mühle                                                                   | Augsburger Straße 672 (Karte)                    | 1700–1750                  | Barock Geschützt nach § 2 DSchG                                                         |    |
|                | Verwaltungsgebäude                                                           | Augsburger Straße 744 (Karte)                    | 1923                       | Neoklassizismus/Expressionismus/Neuer Stil, Karl Beer Geschützt nach § 2 DSchG          | BW |
|                | Bahnhof                                                                      | Bahnhof (Ob 1) (Karte)                           | 1914                       | Neuer Stil Geschützt nach § 2 DSchG                                                     |    |
|                | Postamt                                                                      | Bahnhof (Ob 4)                                   | 1917                       | Architekt M. Mayer Geschützt nach § 2 DSchG                                             |    |
| Weitere Bilder | Ehemalige Villa Durst                                                        | Bergstaffelstraße 34 (Karte)                     | 1910                       | Historismus/Neobarock/Jugendstil, Beck, Hornberger und Mössner Geschützt nach § 2 DSchG |    |
|                | Evangelische Andreaskirche                                                   | Heidelbeerstraße 5 (Karte)                       | 1927/1950                  | Expressionismus, Maas und Horlacher Geschützt nach § 2 DSchG                            |    |
| Weitere Bilder | Mehrfamilienhaus                                                             | Imweg 50 (Karte)                                 |                            | siehe oben unter Augsburger Str. 596 und 598 Geschützt nach § 2 DSchG                   |    |
| Weitere Bilder | Mehrfamilienhaus                                                             | Imweg 52 (Karte)                                 |                            | siehe oben unter Augsburger Str. 596 und 598 Geschützt nach § 2 DSchG                   |    |
|                | Evangelische Petruskirche                                                    | Kirchsteige 14 (Karte)                           | 1285, 1400-1500, 1700-1800 | Barock Geschützt nach § 12 DSchG                                                        |    |
|                | Grabstätte Anhegger                                                          | Kirchsteige 16                                   | 1935                       | Übergang zum Naturalismus Geschützt nach § 2 DSchG                                      |    |
|                | Grabstätte Knosp                                                             | Kirchsteige 16                                   | 1908                       | Jugendstil Geschützt nach § 2 DSchG                                                     |    |
|                | Doppelwohnhaus und Gartenkolonnade                                           | Mirabellenstraße 46, 46a, 48, 48a (Karte)        |                            | Heimatstil/Stuttgarter Schule, Maas und Horlacher Geschützt nach § 2 DSchG              |    |
|                | Mietshaus                                                                    | Raichbergstraße 8 (Karte)                        | 1904                       | Historismus/Neobarock/flämische Neorenaissance, F. Elsässer Geschützt nach § 2 DSchG    |    |
|                | Gasthaus Ochsen                                                              | Rüderner Straße 2 (Karte)                        | 1500-1700                  | Geschützt nach § 2 DSchG                                                                |    |
|                | Ehemaliges Wohnhaus Kayser                                                   | Uhlbacher Straße 1 (Karte)                       | 1700-1750                  | Barock Geschützt nach § 2 DSchG                                                         |    |
|                | Ehemalige Villa Kayser mit Park, Einfriedung und Grenzstein                  | Uhlbacher Straße 7 (Karte)                       | 1907                       | Architekt Heinrich Maas Geschützt nach § 2 DSchG                                        |    |
|                | Schule                                                                       | Uhlbacher Straße 18 (Karte)                      | 1905/07                    | Jugendstil, Heinrich Maas Geschützt nach § 2 DSchG                                      |    |
|                | Fachwerkhaus                                                                 | Uhlbacher Straße 31 (Karte)                      | 1600-1700                  | Ehemaliges Stadtschultheißenwohnhaus Geschützt nach § 2 DSchG                           |    |
|                | Altes Rathaus                                                                | Uhlbacher Straße 33 (Karte)                      | 1809                       | Geschützt nach § 2 DSchG                                                                |    |
|                | Ehemalige Villa Kleemann mit Wohn- und Geschäftshaus, Garten und Einfriedung | Uhlbacher Straße 34 (Karte)                      |                            | Historismus Geschützt nach § 2 DSchG                                                    |    |
|                | Wohn- und Geschäftshaus                                                      | Uhlbacher Straße 36 (Karte)                      |                            | Geschützt nach § 2 DSchG                                                                |    |
|                | Gemeindekelter                                                               | Uhlbacher Straße 42 (Karte)                      | 1585, 1896                 | Werkmeisterzeichen „t“ (1585), F. Elsässer (1896) Geschützt nach § 2 DSchG              |    |
|                | Landhaus mit Einfriedungsmauer                                               | Uhlbacher Straße 97 (Karte)                      | 1902                       | Historismus/Schwarzwald-Bauweise, Albert Bauder Geschützt nach § 2 DSchG                |    |

### Uhlbach
| Bild           | Bezeichnung                                                                                | Lage                           | Datierung            | Beschreibung | ID |
| -------------- | ------------------------------------------------------------------------------------------ | ------------------------------ | -------------------- | --- | -- |
|                | Backofen                                                                                   | Götzenbergstr. 3 (Karte)       | 1926                 | Von der Firma Paul Glauner aus Bergheim Geschützt nach § 2 DSchG | BW |
| Weitere Bilder | Sichtfachwerkhaus, ehemaliges Bauernhaus                                                   | In den Riedwiesen 2 (Karte)    | 1767                 | Barock Geschützt nach § 2 DSchG |    |
|                | Fachwerkhaus, Ehemaliges Weingärtnerhaus                                                   | Innsbrucker Str. 2 (Karte)     | 1600-1800            | Barock Geschützt nach § 2 DSchG |    |
| Weitere Bilder | Fachwerkhauskomplex                                                                        | Innsbrucker Str. 4 (Karte)     | 1600-1800            | Barock Geschützt nach § 2 DSchG |    |
| Weitere Bilder | Pfarrhaus                                                                                  | Innsbrucker Str. 6 (Karte)     | 1600-1800            | Geschützt nach § 2 DSchG |    |
|                | Kriegerdenkmal                                                                             | Luise-Benger-Straße 2 (Karte)  | 20. Jahrhundert      | Die Namen von 60 Uhlbachern, die im Ersten Weltkrieg gefallen sind, sind auf diesem Denkmal verzeichnet., Karl Donndorf Geschützt nach § 2 DSchG |    |
| Weitere Bilder | Andreaskirche und Friedhof                                                                 | Luise-Benger-Straße 2 (Karte)  | 1386 (?), 1500, 1895 | Möglicherweise stammen die ältesten Teile der Kirche von einer 1386 genannten Kapelle; im Turm hängt jedenfalls eine Glocke aus dem 14. Jahrhundert. 1490 wurde die Uhlbacher Kirche zur Pfarrkirche erhoben. Von der alten Dorfkirche ist ein Chorbogen aus der Zeit um 1500 erhalten geblieben. Die Kirche wurde 1895 von Heinrich Dolmetsch umgestaltet. Statt der alten Flachdecke ließ dieser ein Holzgewölbe errichten, auf dem Bilder der Apostel, der Tugenden und der Tierkreiszeichen zu sehen sind. Dominiert wird dieser Kosmos vom gekreuzigten Christus. Im Chor befinden sich ein Relief mit der Grablegung Christi und ein Fenster, das die Auferstehung zeigt. Dolmetschs Bilder wurden später übertüncht, aber im Zuge einer Sanierung 1988-1990 wieder hergestellt. Der Geldgeber für die Umgestaltung der Kirche 1895 Gottlieb Benger erhielt einen Familienstuhl in der Kirche. Es handelt sich dabei um drei von einem geschnitzten Baldachin überspannte Sessel neben dem Chor. Der Kirchhof ist umfriedet und enthält mehrere monumentale Grabdenkmale. Heinrich Dolmetsch (1895) Geschützt nach § 12 DSchG |    |
| Weitere Bilder | Ehemaliges Gartenhaus der Villa Benger mit Park, Einfriedung, Ausstattung und Villenresten | Luise-Benger-Straße 13 (Karte) |                      | Historismus/Landhausstil, Eisenlohr Ludwig und Weigle Carl Geschützt nach § 2 DSchG |    |
|                | Kellerei der Weingärtnergesellschaft                                                       | Markgräflerstraße 9 (Karte)    | 1924                 | Historismus, Heinrich Maas Geschützt nach § 2 DSchG |    |
|                | Weingärtnerhaus                                                                            | Markgräflerstraße 13 (Karte)   | 1757                 | Barock Geschützt nach § 2 DSchG |    |
|                | Weingärtnerhaus mit Fachwerkscheuer                                                        | Markgräflerstraße 13 (Karte)   | 1757, 1893           | Keppler (1893 Fachwerkscheuer, Keppler F.) - Sachgesamtheit Geschützt nach § 2 DSchG | BW |
| Weitere Bilder | Rathaus                                                                                    | Uhlbacher Platz 2 (Karte)      | 1612                 | Geschützt nach § 2 DSchG |    |
|                | Schaufassade und Weinkellerei                                                              | Uhlbacher Straße 217 (Karte)   | 1875-1900            | Historismus/Neorenaissance Geschützt nach § 2 DSchG |    |
|                | Kellerei der Weingärtnergesellschaft                                                       | Uhlbacher Straße 221 (Karte)   | 1924                 | Historismus, Heinrich Maas Geschützt nach § 2 DSchG |    |